# 馬場折尾蝦
馬場折尾蝦（学名：Uroptychus babai）为劣柱蝦科折尾蝦屬下的一个种。